# YOBAI SUSPECTS
yobai suspects（ヨバイ・サスペクツ）は日本のバンド、音楽集団。
Akyk（The Cavemansのボーカリスト イシザキアキユキ）、R.S.Caves(Ryusuke Ito)によって2019年に発足。
都内で活動するアーティスト達がスキルやプロダクトを提示し合い、ブラックミュージック、ロック、ポップスを横断した制作、演奏を行う。
2022年8月にはDISKUNION内のレーベルURBAN DISCOSより、フィジカルメディアとしては初となる7inch vinyl『Drippin’ feat. 中野陽介（Emerald） / NEVERLAND feat. WONK』を発表。

## メンバー
- Akyk (The Cavemans) Vocal/Guitar
- R.S.Caves（Amagoi Records) Producer/Track/Bass
- Satoshi Fukunaga（Lainy J Groove, Scarf & the SuspenderS) Guitar/Track